# هونگ‌شی
هونگ‌شی (چینی: 洪熙؛ پین‌یین: Hóngxī) به معنای «شکوه گسترده»، نام پادشاهی جو گائوچی (چینی: 朱高熾، پین‌یین: Zhū Gāochì) (درگذشتهٔ ۲۹ مه ۱۴۲۵)، چهارمین امپراتور دودمان مینگ بود؛ که برای مدت کوتاهی از سپتامبر ۱۴۲۴ تا هنگام مرگش در مه ۱۴۲۵ بر چین فرمانروایی کرد.

## زندگینامه

### امپراتوری
جو گائوچی، بزرگترین پسر یونگ‌لو، امپراتور چین بود؛ که پس از مرگ پدرش در ۱۴۲۴ با عنوان حکومتی هونگ‌شی (به‌معنای «شکوه گسترده») بر تخت اژدها نشست. هونگ‌شی که در سال ۱۴۰۵ از سوی یونگ‌لو به عنوان نایب‌السطنه انتخاب شده بود، سابقهٔ فرمانروایی نیز داشت زیرا در زمان‌هایی که پدرش برای مأموریت‌های نظامی در خارج از پایتخت به سر می‌برد وظیفهٔ ادارهٔ امور برعهدهٔ او بود.

### دوران حکومت
هونگ‌شی فرمانروایی توانا و مردم‌دوست بود. او به خوبی از این موضوع آگاه بود که این طبقات پایین جامعه هستند؛ که شالودهٔ امپراتوری را حفظ کرده‌اند و به همین سبب با آنان همواره غمخواری می‌ کرد. این مهربانی و شفقت او با مردم عادی، در متون تاریخی نیز به ثبت رسیده است که چگونه هونگ‌شی به درباریان خود دستور داد تا در انبارهای سلطنتی را گشوده و به مردم گرسنه‌ای که به دلیل قحطی به خوردن تخم علف روی‌آورده بودند ذرت رایگان بدهند.
هونگ‌شی همچنین کار یونگ‌لو در ساخت پایتختی جدید در بیجینگ را ادامه داد ولی ازآنجاییکه برخلاف پدرش به این موضوع اعتقاد نداشت که برای حفاظت از مرزهای شمالی در برابر هجوم مغولان باید پایتخت در نزدیکی آنها باشد، اعلام نمود که قصد ترک شهر ممنوعه و انتقال مجدد پایتخت از بیجینگ (به‌معنای پایتخت شمالی) به نانجینگ (به‌معنای پایتخت جنوبی) که از نظر او پایتخت اصلی امپراتوری مینگ به شمار می‌رفت را دارد. با این حال او فرصت عملی‌کردن هیچ‌یک از تصمیماتش را نیافت.

### مرگ
هونگ‌شی در ۲۹ مه ۱۴۲۵ و در سن ۴۷ سالگی پس از تنها ۹ ماه حکومت درگذشت. علت مرگ او را بیماری قلبی ذکر کرده اند. از آنجا که دوران حکومت هونگ‌شی کوتاه بود مقبره‌ای برای او ساخته نشده بود. پس او را در نزدیکی آرامگاه پدرش، امپراتور یونگ‌لو به خاک سپردند. در ژوئیهٔ ۱۴۲۵، کار ساخت مقبرهٔ شیان‌لینگ برای هونگ‌شی آغاز شد؛ که کار ساخت آن ۱۸ سال به‌طول انجامید. از آنجا که هونگ‌شی فردی صرفه‌جو بود، وصیت کرده بود تا او را با مراسمی ساده به خاک سپرده و هزینهٔ زیادی را صرف ساخت مقبرهٔ او نکنند. به همین سبب شیان‌لینگ دارای ساختمانی ساده است. امپراتریس جانگ، همسر هونگ‌شی نیز پس از آنکه در ۱۴۴۲ درگذشت در این آرامگاه به خاک‌سپرده شد.